# Spermophilus major
Spermophilus major là một loài động vật có vú trong họ Sóc, bộ Gặm nhấm. Loài này được Pallas mô tả năm 1778.